# Modec EV
Modec EV — электрический грузовик, производимый компанией Modec в городе Ковентри, Великобритания.

## История
Производство началось в марте 2007 года. Одним из первых покупателей стала компания Tesco.
На одной зарядке аккумуляторов Modec EV проезжает более 160 км. Максимальная скорость — 80 км/ч с грузом две тонны. Электродвигатель мощностью 70 кВт. (102 л.с.) имеет крутящий момент 300 нм. Грузоподъёмность — 2 тонны.

## Технические характеристики
Габариты: длина — 6 м, ширина (с зеркалами) — 2 м, высота кабины — 2,6 м.
Sodium-nickel-chloride аккумуляторы Zebra (288 вольт) имеют срок службы около 4 лет, 1000 полных циклов зарядки. Время зарядки — 8 часов.
Электрический грузовик не производит шумов, что позволяет эксплуатировать его в городах ночью. В Лондоне электромобили освобождены от дорожных налогов.
Цены на грузовик Modec начинаются с £ 23 000. Производятся по предварительным заказам.
Планируется выпуск 4-местной версии и микроавтобуса на 10 — 12 посадочных мест.
Частная компания Modec основана в 2004 году. В штате — 80 сотрудников.

## Производство
В 2008 году компания произвела 100 электромобилей Modec. Производство на заводе в Ковентри растёт по плану (максимум 5 000 автомобилей в год).
Лондонская сеть дилеров расширена до 6 точек; появились дистрибьюторы в Нидерландах и в Ирландии.
В конце 2008 года закупки грузовиков Modec начали компании UPS, FedEx Express и Marks and Spencer. В 2009 году французский дистрибьютор ElecTruckCity приобрёл 100 грузовиков. План производства на 2009 год — 400 грузовиков.